# 克里沃希伊夫卡
49°29′58″N 38°0′6″E / 49.49944°N 38.00167°E
克里沃希伊夫卡（烏克蘭語：Кривошиївка），是位於烏克蘭東部的村莊，由盧甘斯克州斯瓦托韋區的科洛梅奇哈市鎮負責管轄，始建於1913年，面積0.84平方公里，海拔高度126米，2001年人口209，人口密度每平方公里247.6人。